# Metfield
Metfield – wieś i civil parish w Anglii, w hrabstwie Suffolk, w dystrykcie Mid Suffolk. Leży 38 km na północny wschód od miasta Ipswich i 141 km na północny wschód od Londynu. W 2011 civil parish liczyła 388 mieszkańców.